# 纤细假糙苏
纤细假糙苏（学名：Paraphlomis gracilis）为唇形科假糙苏属下的一个植物种。其种加词来源于拉丁文“gracilis”，意为“细长的”。